# Sévère Dumoulin
Sévère Dumoulin (4 février 1829 à Trois-Rivières - 17 mai 1920 à Trois-Rivières) est un avocat québécois et fils de Pierre-Benjamin Dumoulin. Il fut admis au barreau du Bas-Canada le 3 mai 1852.
Il a été directeur de la Three Rivers Gas Company, gérant de la succursale de la Banque du Haut-Canada à Trois-Rivières  et président de la Three Rivers Building Society. Il fut élu à deux reprises bâtonnier du district de Trois-Rivières et président de la Société Saint-Jean-Baptiste et de la commission scolaire.
Il a été échevin de Trois-Rivières de 1857 à 1861, puis en 1864 et 1865. Maire de Trois-Rivières du 7 juin 1865 au 15 juillet 1869 et du 14 juillet 1879 au 15 juillet 1885.
Élu député de la circonscription de Trois-Rivières au Parlement de Québec en 1868 et en 1881. Il a été nommé shérif du district de Trois-Rivières. Il est décédé à Trois-Rivières, le 17 mai 1910.
Le fonds d'archives de la famille Dumoulin est conservé au centre d'archives de Trois-Rivières de Bibliothèque et Archives nationales du Québec.